# Ivan Merhar
Ivan Merhar, slovenski jezikoslovec, kritik in publicist, * 9. november 1874, Prigorica pri Ribnici, † 4. julij 1915, Martinščina pri Zagraju.

## Življenje in delo
Ivan Merhar se je rodil očetu Jožefu in materi Mariji (rojena Šobar). Bil je oče akademika Borisa Merharja, je ljudsko šolo obiskoval v Dolenji vasi, gimnazijo pa v Kočevju, kjer je leta 1895 tudi maturiral. Na dunajski Univerzi je študiral klasično filologijo in slovanske jezike. Poleg jezikoslovja je Merharja zanimala tudi etnografija in prav s tezo o Valvasorju kot etnologu je leta 1901 na Dunaju doktoriral. Oktobra 1900 je postal suplent na gimnaziji v Trstu, 1905 učitelj in 1908 profesor slovenskega jezika. Na gimnaziji je poučeval do vpoklica v Avstro-ogrsko vojsko. Svoje narodnopisne prispevke in literarne kritike je objavljal v časopisu Ljubljanski zvon in goriški reviji Naši zapiski. Zlasti obširno je ocenjeval dela Ivana Cankarja. Bil je aktiven član slovenskih društev v Trstu, sodeloval v tržaški Družbi svetega Cirila in Metoda in predaval na Ljudskem odru. Padel je 4. julija 1915 pri Martinščini kot rezervni nadporočnik avstrijske vojske.

## Izbrana bibliografija
- Valvasor als Ethnograph : eine Charakteristik (COBISS)